# Pantomime de Noël des princesses Élisabeth et Margaret

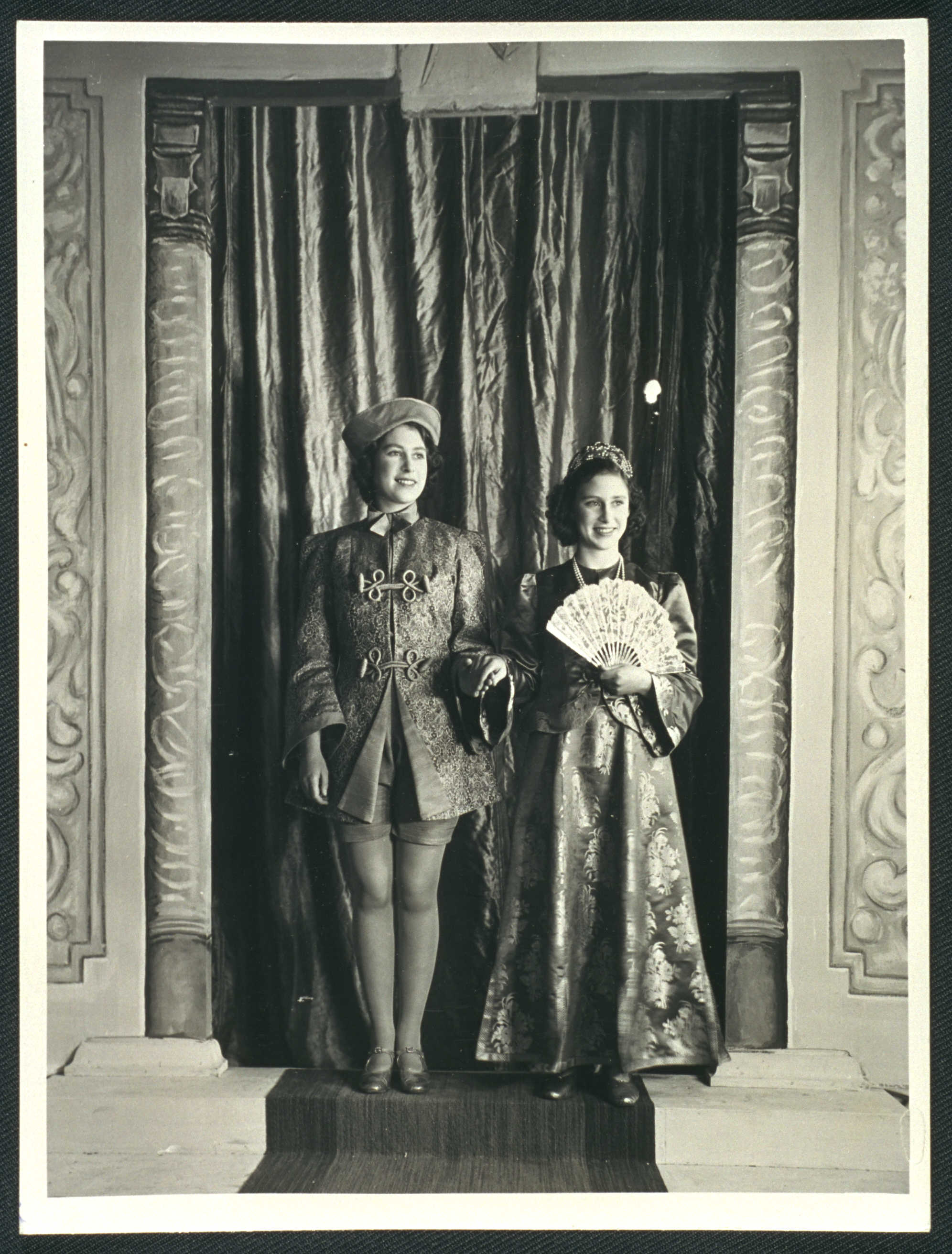
Élisabeth et Margaret, dans leur représentation d'Aladin en 1943.

La pantomime de Noël des princesses Élisabeth et Margaret est une représentation théâtrale annuelle organisée de 1941 à 1944 par la famille royale britannique et mettant en scène les princesses Élisabeth et Margaret du Royaume-Uni.
Ces pantomimes se jouent au château de Windsor, pendant la période des fêtes de Noël, et permettent de récolter des fonds pour le Royal Household Wool Fund, afin de confectionner des couvertures pour les soldats de la Seconde Guerre mondiale.

## Contexte
Au Royaume-Uni, la pantomime (également appelée « panto ») est une mise en scène traditionnelle à Noël. Il s'agit d'une pièce de théâtre, généralement accompagnée de chants et de danses, qui raconte un conte merveilleux célèbre d'une manière exagérée et amusante,.
Pour apporter un peu de gaîté dans le contexte de la Seconde Guerre mondiale, des pantomimes de Noël sont ainsi organisées par le roi George VI et la reine Elizabeth. Leurs filles, les princesses Élisabeth et Margaret (âgées respectivement de 13 et 9 ans au début du conflit) jouent dans ces pièces avec d'autres enfants de la communauté de Windsor. L'argent récolté grâce à la vente des billets est reversé au Royal Household Wool Fund, qui fournit de la laine afin de tricoter des couvertures pour les soldats engagés au front.

## Déroulement
Chaque pantomime comporte trois représentations, qui se déroulent dans la « chambre Waterloo » du château de Windsor. Le public compte alors entre 300 et 600 personnes. Les billets font l'objet d'une réduction pour les membres des forces armées.
Seize grands tableaux colorés représentant des personnages de contes de fées décorent l'espace. Ils remplacent, le temps des représentations, des peintures de Thomas Lawrence représentant des personnages des guerres napoléoniennes, entreposées là pour être protégées pendant la Seconde Guerre mondiale. Après la fin de la guerre et la restauration de certains tableaux, le roi George VI décide de placer ceux d'Aladin, de Ma mère l'Oye et de Cendrillon dans des cadres situés sous les tableaux de George III, George IV et du duc de Wellington, en souvenir des pantomimes. Ces tableaux sont l'œuvre de Claude Whatham, alors étudiant en art. Il les a réalisés dans la salle du trône du château, travaillant au côté de Gerald Kelly (en) qui peignait les portraits du couronnement du roi George VI et de la reine Elizabeth.
Les pantomimes sont écrites et mises en scène par Hubert Tannar, directeur de la Royal School de Windsor. Le Salon Orchestra of the Royal Horse Guards (The Blues) assure les accompagnements musicaux tandis qu'un chœur d'enfants de la Royal School interprète les chansons des pantomimes. Les détails techniques sont supervisés par le personnel du ministère des Travaux et de la Planification, qui assiste aux répétitions générales.
Cyril Woods, un élève de la Royal School âgé de 15 ans, joue les rôles comiques dans les pantomimes,.

## Liste des représentations

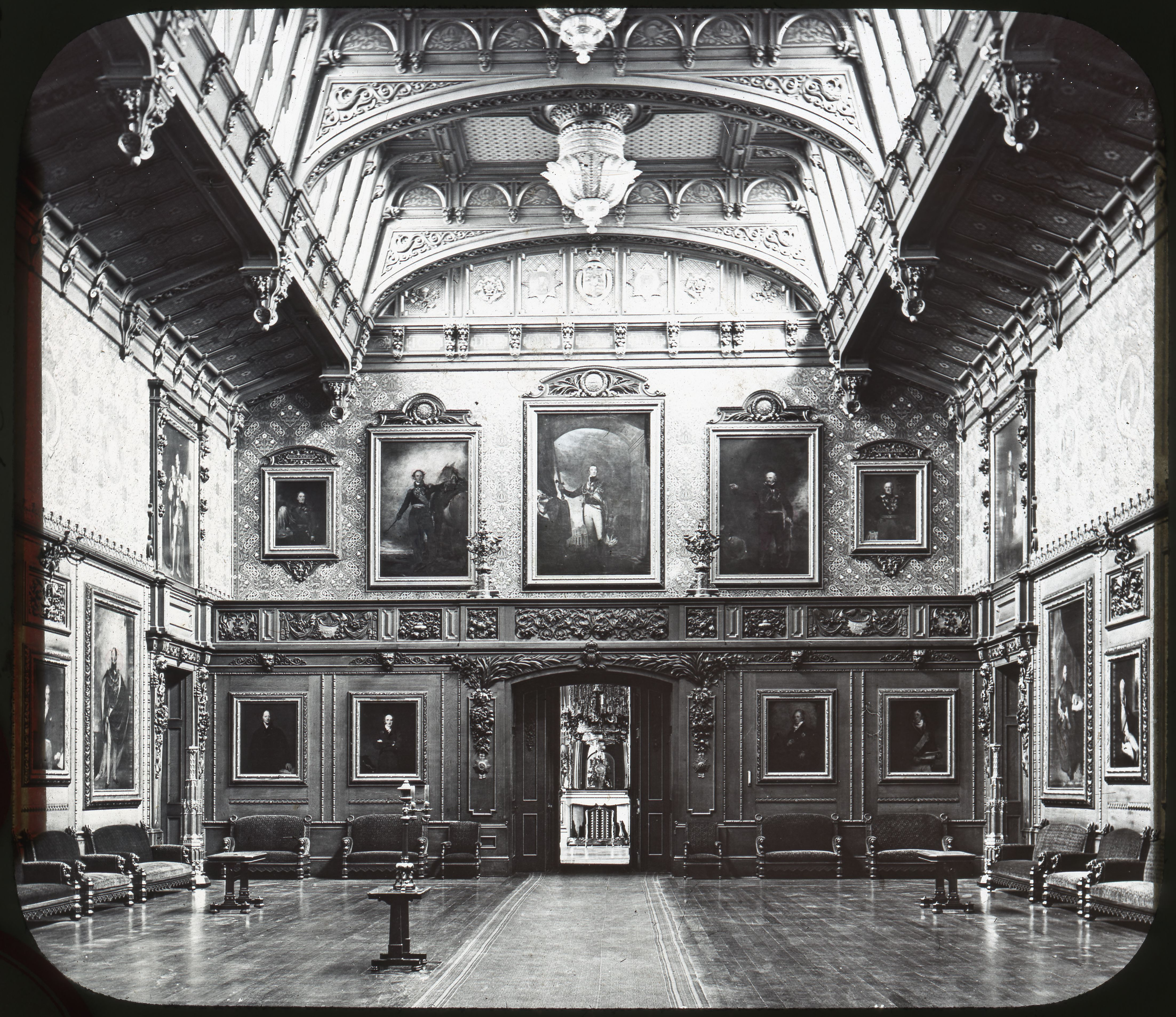
La « chambre Waterloo » du château de Windsor (ici en 1913), où se déroulent les pantomimes des jeunes princesses.

### 1941:Cendrillon
La pantomime de 1941 est une représentation de Cendrillon. La princesse Margaret y tient le rôle-titre tandis que la princesse Élisabeth joue le rôle du « prince Florizel »,. Cyril Woods interprète le rôle de « Buttons (en) », appelé « Buddy » dans cette pantomime.

### 1942:La Belle au bois dormant
En 1942, Élisabeth joue le rôle du « prince Salvador » et Margaret celui de la « fée Thistledown » dans La Belle au bois dormant.

### 1943:Aladin ou la Lampe merveilleuse
La pantomime de 1943 est une représentation d'Aladin ou la Lampe merveilleuse. Élisabeth joue Aladin et porte une « veste en brocart d'or et turquoise avec une salopette turquoise et un chapeau assorti » tandis que Margaret est la « princesse Roxana » et revêt une robe de soie rouge avec une veste assortie. La distribution compte 40 enfants, dont le duc de Kent et la princesse Alexandra, âgés de 8 et 7 ans.
Le spectacle comporte des « attaques d'actualité et peu flatteuses » contre les Japonais, l'empire du Japon étant l'une des puissances de l'Axe opposées à la Grande-Bretagne et à ses alliés durant la Seconde Guerre mondiale. La pantomime est photographiée par Lisa Sheridan.
Le 18 décembre 1943, le prince Philippe de Grèce, âgé de 22 ans, assiste à la troisième représentation, à l'invitation de son cousin germain, David Mountbatten, marquis de Milford Haven. Philippe est assis aux côtés du roi, de la reine et d'une autre de ses cousines germaines, la princesse Marina, duchesse de Kent (née Marina de Grèce). Élisabeth est très excitée par la présence de Philippe, qu'elle a rencontré pour la dernière fois quatre ans auparavant. Sa gouvernante Marion Crawford (en) se souvient que « la pantomime s'est très bien déroulée. […] Je n'ai jamais vu Lilibet aussi animée. Il y avait une étincelle que nous n'avions jamais vue auparavant ». Parmi les autres proches de la famille royale présents dans l'assistance figurent également les princesses Hélène-Victoria et Marie-Louise de Schleswig-Holstein.

### 1944:Old Mother Red Riding Boots
En 1944, les princesses écrivent, avec Hubert Tannar, une pièce intitulée Old Mother Red Riding Boots (traduisible en français par Les Bottes d'équitation rouges de la vieille mère), inspirée de six histoires traditionnelles de pantomime,. Élisabeth y porte une robe de satin rose avec des manches en dentelle pour jouer le rôle de « Lady Christina Sherwood » ; Margaret interprète « L'honorable Lucinda Fairfax » et revêt, quant à elle, une « robe de taffetas bleu avec une culotte bouffante en dentelle crème ». Les décors ont été conçus et réalisés par le chef décorateur des productions cinématographiques Alexander Korda.
Élisabeth II déclare par la suite à son biographe Gyles Brandreth, au sujet de cette dernière pantomime de Noël : « Nous nous sommes beaucoup amusés. Mais je pense que nous savions que ce serait la dernière fois. J'avais presque dix-neuf ans et la guerre touchait progressivement à sa fin. »

## Vente aux enchères
Des archives contenant des photographies et des programmes des pantomimes, ainsi que des télégrammes d'Élisabeth et de Margaret dans deux albums, sont mises aux enchères en décembre 2013. Les deux albums étaient la propriété d'Hubert Tannar et de Cyril Woods.

## Exposition
Du 25 novembre 2021 au 31 janvier 2022, les costumes revêtus par les princesses durant les pantomimes sont exposés dans la « chambre Waterloo » du château de Windsor dans le cadre de l'exposition The Princesses' Pantomimes.

### Courtes descriptions des pantomimes sur le siteThe Royal Watcher
- (en) « Christmas Pantomime at Windsor Castle, 1941 », The Royal Watcher,‎ 21 décembre 2021 (lire en ligne).
- (en) « Christmas Pantomime at Windsor Castle, 1942 », The Royal Watcher,‎ 21 décembre 2022 (lire en ligne).
- (en) « Christmas Pantomime at Windsor Castle, 1943 », The Royal Watcher,‎ 16 décembre 2020 (lire en ligne).
- (en) « Christmas Pantomime at Windsor Castle, 1944 », The Royal Watcher,‎ 23 décembre 2017 (lire en ligne).

### Articles de presse consacrés aux pantomimes de Windsor
- Dominique Bonnet, « La reine Elizabeth II, adolescente, est montée sur scène chaque Noël, de 1941 à 1944 », Paris Match,‎ 12 septembre 2022 (lire en ligne).
- (en) Chloe Foussianes, « See Rare Photos from Queen Elizabeth and Princess Margaret's WWII-Era Christmas Plays », Town & Country,‎ 10 décembre 2024 (lire en ligne).
- (en) Annabelle Spranklen, « Why Christmas at Windsor will bring back happy memories of royal pantomimes for the Queen », Tatler,‎ 10 décembre 2020 (lire en ligne).

### Autres liens présentant des photographies des pantomimes
- (en) « The Queen - In a Royal Pantomime », sur Panto Archive (consulté le 1er janvier 2025).
- « En 1941, la reine était un prince charmant - Les incroyables photos d'Elizabeth et Margaret », sur Royal Blog - Paris Match, 4 décembre 2013 (consulté le 2 janvier 2025).
- Régine Salens, « Les costumes de spectacle des princesses Elizabeth et Margaret », sur Noblesse & Royautés, 28 octobre 2021 (consulté le 2 janvier 2025).